# Project Zero (computerspelserie)
Project Zero (genaamd Fatal Frame in de VS, Zero in Japan) is een reeks van survival horror computerspellen ontwikkeld door Tecmo.

## Spellen
De reeks bestaat uit vijf hoofddelen, zonder remakes of heruitgaven meegeteld. Het eerste en tweede deel verscheen voor de PlayStation 2 en de Xbox. De derde deel kwam alleen uit voor de PlayStation 2, en het vierde deel is alleen voor de Wii in Japan uitgebracht. Het belangrijkste kenmerk van deze survival-horror is het gebruik van geesten in plaats van zombies of levende wezens. Tevens spelen de thema's exorcisme en rituelen een belangrijke rol in deze reeks.
In tegenstelling tot andere survival-horrors kunnen de vijanden niet gedood worden met een wapen. In plaats hiervan moeten deze met de camera obscura (een fototoestel met speciale krachten) gefotografeerd worden om ze te verslaan.
De spelserie werd bedacht door Makoto Shibata en Keisuke Kikuchi. Na het succes van de Silent Hill-serie besloten ze een horrorserie te creëren die gebaseerd is op Shibata's eigen spirituele ervaringen.

## Serie
- Project Zero (2001)
- Project Zero II: Crimson Butterfly (2003)
- Project Zero III: The Tormented (2005)
- Project Zero: Mask of the Lunar Eclipse (2008)
- Sprit Camera: The Cursed Memoir (2012)
- Project Zero II: Deep Crimson Butterfly (2012)
- Project Zero: Maiden of Black Water (2014)

## Project Zero 2: Wii Edition
In juli 2012 is een remake van het tweede deel in de reeks verschenen voor de Nintendo Wii. Deze bevat opgeschoonde graphics en een nieuw besturingssysteem. De remake is goed ontvangen door pers en heeft de serie nieuw leven ingeblazen.